# Saluti e baci (programma televisivo)
Saluti e baci è stato un programma televisivo italiano, realizzato dalla compagnia di varietà Il Bagaglino per Raiuno e trasmesso dal 16 gennaio al 10 aprile 1993. 
Nato sulla scia di Biberon e Crème Caramel, la conduzione dello spettacolo era nuovamente affidata a Pippo Franco insieme a Leo Gullotta e Oreste Lionello. In questa edizione Valeria Marini sostituisce Pamela Prati nel ruolo della "primadonna".
Gli autori del programma, trasmesso in diretta dal teatro Salone Margherita di Roma, erano Pier Francesco Pingitore, che ne curava anche la regia, Carla Vistarini e Mario Castellacci.

## Il programma
Gullotta interpretava ancora una volta il suo personaggio più noto, la signora Leonida, nel ruolo della moglie di Pippo Franco, mentre Lionello era Nicolino, il figlio ribelle della coppia fittizia, e la piccola Morgana Giovannetti la nipote terribile. La trasmissione era ambientata nel "Polimanicomio Italia", di cui Pippo Franco era il titolare assieme alla moglie e al figlio. All'interno di questo contesto si muovevano così i co-conduttori e gli imitatori, che mettevano in scena degli sketch satirici aventi come protagonisti i personaggi televisivi del periodo e i politici della Prima Repubblica.
I personaggi imitati erano gli stessi di Biberon e Crème Caramel. Era presente anche Maurizio Mattioli che interpretava l'allora presidente degli Stati Uniti Bill Clinton, con la moglie Hilary impersonata da Oreste Lionello e Chelsea (spesso italianizzata in Celsa, per poi essere storpiata in Cessa) impersonata da Martufello. Vi era inoltre il duo Battaglia che parodiava un'edizione del telegiornale per non udenti.

## Accoglienza
Nonostante il successo del programma, che registrò una media di dieci milioni di telespettatori, la Rai lo sospese dopo una sola edizione a causa dei costi elevati. Nella stagione televisiva successiva Il Bagaglino tornò con un nuovo programma, Bucce di banana.

## Riconoscimenti
- Telegatti 1993 - Trasmissione dell'anno[10]